# Transport bimodalny
Transport bimodalny – transport polegający na wykorzystaniu dwóch środków transportu (np. drogowego i kolejowego) bez stosowania przeładunku ładunku.

## System transportu bimodalnego
Jest to przewóz bimodalnej naczepy samochodowej transportem samochodowym i kolejowym. Każda jednostka bimodalna składa się z kilku podstawowych elementów:
- adaptera;
- dwóch zestawów kołowych;
- układu hamulcowego.

Naczepa, choć nie wchodzi do podstawowego składu jednostki, również jest ważna. Musi być ona wykonana z bardziej wytrzymałych surowców (chodzi w szczególności o konstrukcję naroży, ścian bocznych i podstawy). Powinna też posiadać specjalnie wzmocnioną ramę w podstawie, wyposażoną w elementy sprzęgowe umożliwiające połączenie jej z adapterem.
Proces formowania pociągu bimodalnego:
- naczepa wraz z ładunkiem jest dowożona do terminalu za pomocą ciągnika siodłowego,
- odbywa się proces łączenia naczepy z wózkiem kolejowym poprzez najazd naczepą na adapter przymocowany do wózka kolejowego, co uruchamia elementy sprzęgowe umieszczone na naczepie (zderzak jest odpowiednio odchylany),
- koła jezdne naczepy są podnoszone,
- z przodu naczepy umieszcza się kolejny wózek wagonowy i cały proces powtarza się od początku, aż do uformowania całego pociągu,
- po przewiezieniu ładunku do stacji docelowej pociąg jest rozformowywany analogicznie jak przy formowaniu,
- naczepy są transportowane na miejsce przeznaczenia przy użyciu ciągnika siodłowego.

System ten wynaleziono w Instytucie Pojazdów Szynowych TABOR w Poznaniu. Posiada od rozwiązania unikatowe na skalę światową, jest chroniony ponad dwudziestoma patentami. Do formowania pociągu potrzebna jest tylko jedna osoba, którą może być kierowca ciągnika siodłowego. Podstawowy terminal składa się z toru wraz z drogową powierzchnią utwardzoną (podobnie jak na przejazdach). Koszty wybudowania takiego terminalu są relatywnie bardzo niskie. Sprzęganie naczepy z wózkiem jest zautomatyzowane, z wyjątkiem ostatniej ręcznej blokady. Ze względu na dobry system naprowadzania, przy najeżdżaniu naczepy na wózek jest możliwe popełnienie dużego błędu przez kierowcę przy manewrowaniu naczepą. Możliwe jest również manewrowanie ciągnikiem siodłowym z naczepą już opartą na wózku kolejowym. Przetaczanie samych wózków odbywa się ciągnikiem siodłowym przy zastosowaniu prostego, sztywnego holu. Nie można zastosować ani przebudować do celu takiego transportu zwykłej naczepy ze względu na charakterystykę ruchu kolejowego oraz istotę niektórych rozwiązań. Specjalna naczepa jest w pełni wytrzymała na siły działające w ruchu kolejowym w stopniu większym, niż wymagają tego międzynarodowe przepisy i normy. Nadwozie naczepy może być dowolnego typu. Ponadto naczepa bimodalna dostała specjalną zgodę na poruszanie się po drogach przy nieco większym nacisku osi. Ze względu na brak transportu ciągnika siodłowego oraz na brak potrzeby stosowania wagonu-platformy bardzo niska jest tzw. masa martwa.
Zestaw został dopuszczony do prędkości maksymalnej 160 km/h przy nacisku osi 180 kN lub do prędkości 120 km/h przy na oś 225 kN. Podczas prób osiągnięto prędkość 174 km/h – bieg pociągu był dalszym ciągu spokojny, spokojniejszy niż wagonu pomiarowego.